# Рунге Борис Васильович
Борис Васильович Рунге (рос. Борис Васильевич Ру́нге; (7 серпня 1925 , Москва  — 22 листопада 1990 , Москва ) — радянський актор театру і кіно, телеведучий. Народний артист РРФСР (1985).

## Біографія
У 1936 році одинадцятирічний Борис разом зі своїм товаришем потрапив на відбір акторів для фільму «Біліє парус одинокий» і після прослуховування був затверджений на роль Петі Бачея. Будучи школярем, Рунге знявся ще в декількох фільмах.
Борис Рунге брав участь у німецько-радянській війні, з фронту повернувся в званні молодшого лейтенанта.
У 1947 році вступив до ГІТІСу. Після закінчення Інституту, у 1951 році, прийшов до трупи Московського театру сатири, в ній він пропрацював до кінця своїх днів.
Був одним з перших ведучих телепередачі «На добраніч, малюки!», де виконував роль Дідуся Так-Така. Саме він співав наприкінці пісню «Спят усталые игрушки».
Після появи Кабачка «13 стільців», де уособленням актора став пан Професор, Борис Рунге створив естрадний дует з Ольгою Аросєвою.
Похований на Ваганьковському кладовищі.

### Почесні звання
- Заслужений артист РРФСР (1 серпня 1967)
- Заслужений діяч культури Польщі (1976)
- Народний артист РРФСР (9.12.1985)
- Орден Вітчизняної війни II ступеня (6.4.1985)

## Творчість

### Ролі в театрі
- 1948 — «Вас викликає Таймир» К. Ф. Ісаєва і О. А. Галича — Циган, Людина в халаті
- 1950 — «Весілля з приданим» М. М. Дияконова — Колгоспник
- 1951 — «Женихи» А. Токаєва, В. В. Шкваркина — Дзибила, хлопчик
- 1952 — «Втрачений лист» В. Л. Караджале, Реж.: Валентин Плучек — винахідник-міщанин
- 1952 — «Пролита чаша» А. П. Глоби, Ван Ши-Фу — Чернець
- 1953 — «Де ця вулиця, де цей будинок?» В. А. Диховічного, М. Р. Слобідського, постановка Е. Б. Краснянського — ведучий
- 1954 — «Весільна подорож» В. А. Дыховічного та М. Р. Слобідського, Реж.: О. П. Солюс — Костик (Костянтин Аркадійович Котов)
- 1955 — «Клоп» В. В. Маяковського, Постановка: Валентина Плучека та Сергія Юткевича — Директор зоосаду
- 1955 — «Поцілунок феї» З. Ю. Гердта, М. Львівського. Режисер: Еммануїл Краснянський — Сергій
- 1957 — «Квадратура кола» В. П. Катаєва, Постановка: Г. В. Зелінський — Абрам
- 1959 — «Чарівні кільця Альманзора» Т. Г. Габбе, Реж.: О. П. Солюс — Флюгеріо, міністр двору
- 1960 — «Дванадцять стільців» В. Ільфа і Є. Петрова. Режисери: Ераст Гарін та Хеся Локшина — Варфоломій Коробейников і Никифор Ляпіс-Трубецькой, поет-халтурник
- 1961 — «4-й хребець» Мартті Ларни, Постановка: Д. В. Тункель — Джеррі Фін
- 1963 — «Гурій Львович Синичкін» В. А. Диховичного і М. Слобідського, Реж.: Д. В. Тункель — Синичкин
- 1964 — «Жіночий монастир» В. А. Диховичного і М. Слобідського (Кіноспектакль) — Малахов, Спиридон
- 1966 — «Дон Жуан, або Любов до геометрії» Макса Фріша, Реж.: Валентин Плучек — дон Теноріо
- 1966 — «Стара діва» І. В. Штока — Чурін
- 1967 — «Інтервенція» Л. І. Славіна; режисер В. М. Плучек — * 1967 — «Лазня» В. В. Маяковського— Велосипедкін
- 1969 — «Божевільний день, або Одруження Фігаро» П. Бомарше; Реж.: Валентин Плучек — Бартоло
- 1971 — «Звичайне диво» Е. Л. Шварца, Реж.: Валентин Плучек, М. В. Мікаелян — Мисливець
- 1971 — «Темп-1929» за творами М. Ф. Погодіна; режисер М. Захаров — літній
- 1970 — «Затюканий апостол» А. Є. Макаєнка, Реж.: Є. В. Радомисленський — Дід
- 1972 — «Мамаша Кураж і її діти» Б. Брехта, Реж.: Марк Захаров — Писар
- 1973 — «Пеппі довгапанчоха» Астрід Ліндгрен, Реж.: М. Мікаелян — Поліцейський
- 1976 — « Лихо з розуму» О. С. Грибоєдова — князь Тугоуховський
- 1977 — «Біг» М. О. Булгакова; Реж.: В. М. Плучек — Грек-донжуан
- 1979 — «Її превосходительство» С. Й. Альошина, постановка О. А. Ширвіндта — Дуаєн
- 1982 — «Концерт для театру з оркестром» Григорія Горіна та Олександра Ширвіндта Реж.: Олександр Ширвіндт
- 1985 — «Рідненькі мої» А. Смирнова, Реж.: Валентин Плучек — Сусід
- 1985 — «Мовчи, смуток, мовчи…» О. Ширвіндта, Реж.: О. Ширвіндт
- 1988 — «Пристрасті Чорномор'я» Фазіля Іскандера, Реж.: Олександр Ширвіндт — Селянин

### Ролі в кіно
- 1937 — Біліє парус одинокий — Петя Бачей
- 1940 — Особиста справа — Льова Прокушев
- 1942 — Бойова кінозбірка № 9 — Маяк — Хлопчисько-рибачок
- 1942 — Як гартувалася криця — Сергійко Брузжак
- 1942 — Партизани в степах України — Сашко
- 1947 — Новий дім
- 1947 — Сільська вчителька
- 1952 — Степові зорі
- 1952 — Весілля з приданим — Мішка
- 1966 — Бережися автомобіля — людина з валізами (, що запізнюються на вокзал епізод)
- 1966 — 1980 — Кабачок «13 стільців» — пан Професор
- 1969 — Квіти запізнілі
- 1970 — На добраніч, малюки! — дідусь Так-Так
- 1971 — Старики-розбійники — директор взуттєвого магазину
- 1971 — Великий бурштин — Антон Бук, представник Будинку культури
- 1972 — Фитиль № 117 «Нокаут» — мешканець
- 1973 — Неймовірні пригоди італійців в Росії — працівник прокату автомобілів
- 1974 — Розповіді про Кешке та його друзів — наречений
- 1990 — Єралаш № 78 «Книголюб» — дідусь

### Озвучування мультфільмів
- 1961 — Муравьїшка-хвалько — Цвіркун
- 1963 — Баранкін, будь людиною! — Мураха
- 1967 — Коваль-чаклун — Кат
- 1967 — Пісенька мишеняти — Їжачок
- 1968 — Чарівник Смарагдового міста (телеспектакль) — Страшила
- 1968 — Кіт, який гуляв сам по собі — Кіт
- 1974 — Мішок яблук — Їжачок
- 1980 — Перший автограф — Бобер
- 1981 — Казка про Комара Комаровича — Комар
- 1983 — Пінгвін — собака / олень
- 1984 — Не хочу і не буду — Півень
- 1984 — Фитиль № 269 (сюжет «Очевидне-неймовірне») — професор
- 1985 — З щоденників Йона Тихого. Подорож на Інтеропію — Професор Тарантога
- 1985 — Місіс Оцет і містер Оцет — Містер Оцет
- 1986 — Як дід за дощем ходив — Дід
- 1988 — Фунтик в цирку — Дурилло
- 1988 — Пастка для кішок — професор Фушімиши
- 1991 — Гостя — Старий